# Оленеві
О́леневі (Cervidae) — родина ссавців з підряду жуйних ряду оленеподібних, що складається з 55 сучасних видів. Оленеві є місцевими в Євразії, Америці й крайній північно-західній Африці, де є лише один підвид місцевих оленів, берберійський благородний олень. Багато представників родини взяті під охорону (статуси МСОП: 16 видів — LC, 10 — DD, 4 — NT, 10 — VU, 6 — EN, 2 — CR, 1 — EW, 1 — EX). Найбільший з оленевих, лось може сягати ваги 800 кг, а найменший вид, північний пуду важить до 9 кг. Зазвичай оленеві мають компактний тулуб і потужні подовжені ноги. Окрім китайського водяного оленя, усі самці оленевих мають розлогі роги, а карибу є єдиним видом, у якого і самці, і самки мають роги. Усі оленеві живляться травою, невеликими кущами та листям.
У фауні України родина представлена 5 видами — Cervinae: олень благородний, інтродуцент олень японський, інтродуцент лань; Capreolinae: сарна європейська, лось звичайний.

## Опис
Величина оленевих може коливатись в межах від 7–10 кг, (Pudu mephistophiles) до 800 кг (Alces alces). Однією з характерних рис оленевих є роги, які присутні, як правило, лише в самця у зрілому віці, однак у самиць північних оленів є роги. Олені вкриті густою та короткою шерстю, переважно чорного, білого, сірого, коричневого кольору. У багатьох видів є хвости малої довжини (1–10 см). Ступні завжди чотирипалі, але бічний палець часто сильно редукований. Зубна формула: 0/3, 0–1/1, 3/3, 3/3.
Оленеві добре бігають. При невдалому нападі хижака на оленя, хижак часто може постраждати від рогів. У темний період доби оленеві погано бачать, через що часто стають здобиччю хижаків.
Полювання на оленів окремих, поширених, видів дозволяється під час сезону полювання. Вбивство більшості оленевих суворо заборонене.

## Спосіб життя
Один самець живе з багатьма самками. У період розмноження самець захищає самку, часто жертвуючи своїм життям. Коли народжуються дитинчата, батьки піклуються про них. Часто малі дитинчата стають здобиччю для хижаків, коли поблизу немає матері. Якщо самка зачула небезпеку, вона в першу чергу дбає про збереження життя дитинчаті.

## Розповсюдження
Оленеві поширені на території Євразії, Північної та Південної Америки. Оленеві живуть у різних середовищах, починаючи від мерзлої тундри північної Канади та Гренландії до екваторіальних дощових лісів Індії, де є найбільша кількість видів оленів у світі. Найчастіше селяться у лісах, чагарниках, але також населяють заболочені угіддя, луки, навіть урбанізовані місцевості. Олені були завезені до Австралії та Нової Зеландії.
За свідченнями вчених, перші оленеві з'явились на території Азії. Пізніше вони розселились по всій Євразії.

## Класифікація

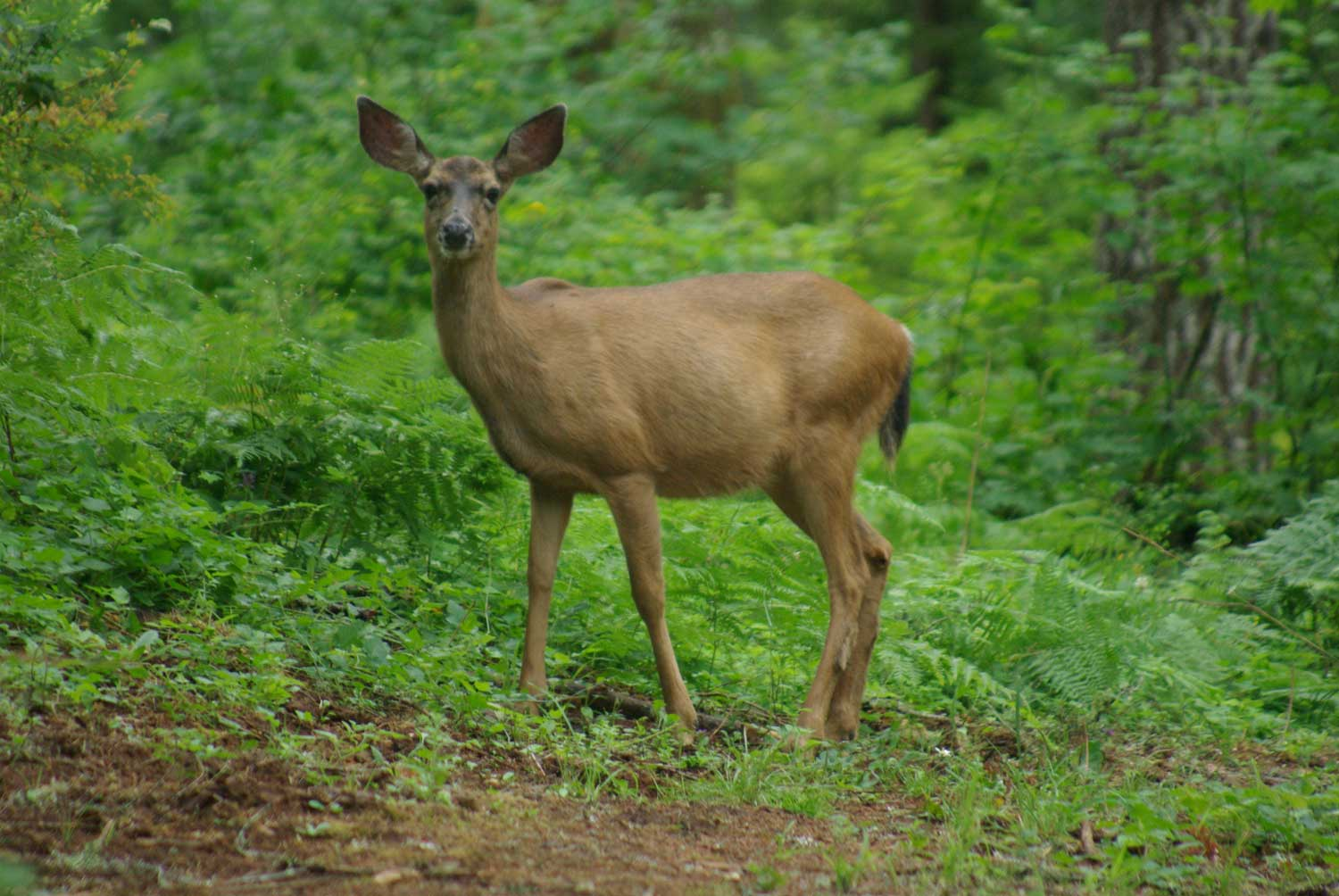
Олень у своєму середовищі прожиття

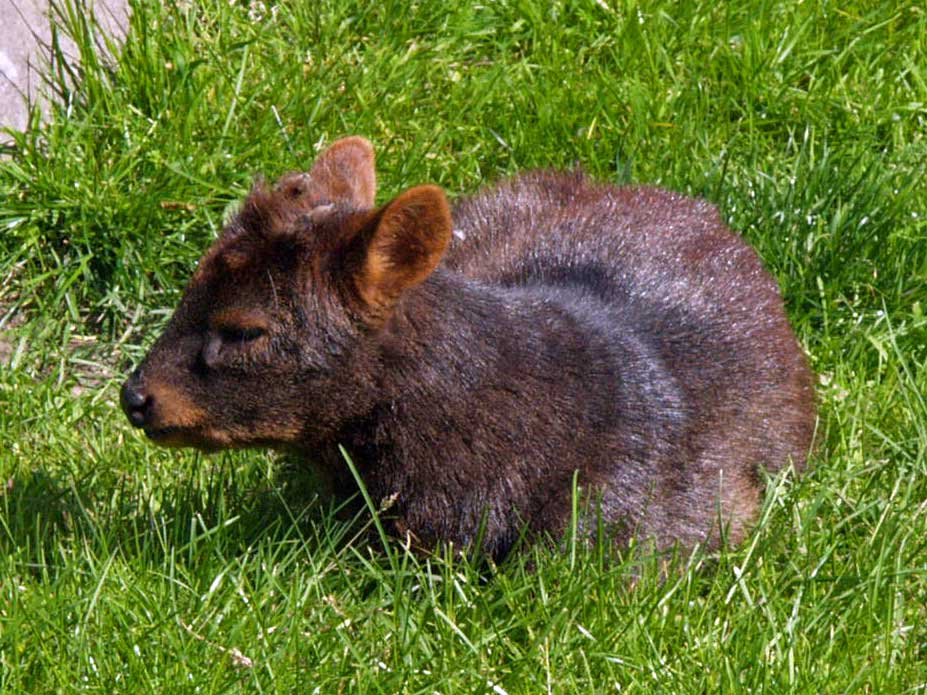
Пуду — найменший представник родини

Родина Cervidae — Оленеві (містить 55 живих видів)
Підродина Capreolinae — сарнові (= Odocoileinae)
- Триба Alceini
  - Рід Alces — лось
- Триба Capreolini
  - Рід Capreolus — сарна
  - Рід Hydropotes — водяний олень
- Триба Odocoileini
  - Рід Blastocerus
  - Рід Hippocamelus — Гемал
  - Рід Mazama — Мазама
  - Рід Odocoileus — американський олень
  - Рід Ozotoceros
  - Рід Pudu — пуду
  - Рід Rangifer — карибу, або північний олень

Підродина Cervinae — Оленеві
- Триба Cervini
  - Рід Axis — аксис
  - Рід Cervus — олень
  - Рід Dama — лань
  - Рід Elaphurus — елафур, або мілу
  - Рід Rucervus
  - Рід Rusa
- Триби Muntiacini
  - Рід Elaphodus
  - Рід Muntiacus — мунтжак